# Италијанка у Алжиру
Италијанка у Алжиру (итал. L'italiana in Algeri) је опера (dramma giocoso) у два чина италијанског композитора Ђоакина Росинија. Либрето за ову оперу је написао Ањело Ањели, по мотивима ранијег дела Луиђија Моске. 
Премијера опере „Италијанка у Алжиру” је била у Театру Сан Бенедето у Венецији 22. маја 1813. Изабелу је певала славна Марија Марколини (за коју је Росини писао већину својих колоратурних мецо улога), а Мустафу Филипо Гали. Опера је доживела велики успех.
Музика ове опере је карактеристична за Росинијев стил елегантних мелодија снажне, полетне енергије. Ову оперу је компоновао када је имао 21. годину. Сам Росини је тврдио да ју је компоновао за 18 дана, док други извори тврде да му је требало 27 дана. 

## Лица
- Изабела, Италијанка коју је бродолом довео у Алжир
- Линдоро, заљубљен у Изабелу
- Тадео, старији Италијан
- Мустафа, турски бег Алжира
- Елвира, Мустафина жена
- Зулма, Елвирина пратиља
- Али, капетан Мустафине гарде

## Време и место
Радња опере се дешава у Алжиру, негде у прошлости.